# Vinos Sofka
Vinos Sofka est un muséologue suédois d’origine tchèque. Né en 1929, il acquit la citoyenneté suédoise en 1976. 
C’est principalement grâce à lui que la muséologie se développa en Suède et dans le reste de la Scandinavie. Vinos Sofka mourut le 9 février 2016.  

## Biographie[3]

### Des préludes juridiques contrariés
Vinos Sofka étudia le droit à partir de 1947/1948 et obtint son doctorat à l’Université Charles de Prague (République Tchèque) en 1952. Il fut arrêté au printemps 1950 et mis en prison pendant deux mois environ pour "motifs psychologiques", car soupçonné de comploter pour renverser le gouvernement communiste alors en place. Ne pouvant finalement obtenir un emploi en tant que juriste, il devint ouvrier dans une entreprise municipale de construction, puis reçu son certificat de maçon en 1954.

### Début de carrière muséale
En novembre 1956, il fut embauché à l’Académie tchécoslovaque des Sciences, à l’Institut archéologique de Brno (République Tchèque) pour en diriger le département administratif. Alors que toute promotion sociale ou hiérarchique semblait inenvisageable pour Vinos Sofka, du fait de l’opposition du Parti Communiste, la mort en 1962 du vice-président de l’Académie, le Professeur Jaroslav Böhm, modifia la donne. Le Professeur Böhm devait organiser les célébrations en 1963 (déclarée année commémorative mondiale par l’UNESCO) du 1100e  anniversaire de la naissance de la littérature slave. Une exposition sur la Grande Moravie devait transiter dans plusieurs villes du pays, des publications et une grande conférence avaient été envisagées. Il était donc urgent, après la mort du vice-président de l’Académie, de prendre des mesures pour assurer le bon déroulement des évènements. C’est ainsi que Vinos Sofka fut nommé par l’Académie pour organiser les célébrations, décision suivie par le gouvernement et le Parti. L’exposition eut beaucoup de succès et certains pays étrangers requirent sa présentation sur leur territoire. Étant le seul spécialiste à même de réaménager correctement l’exposition dans chaque nouveau site, Vinos Sofka fut donc envoyé en Grèce, en Autriche, en Allemagne (y compris dans les deux Berlin), en Pologne et en Suède, où il rencontra d’autres professionnels de musées et échappa, pour un temps au moins, au carcan rigoriste du régime communiste.

### Reconnaissance suédoise
Jan Jelinek lui proposa au printemps 1968 de diriger le Centre de Formation International de Muséographie établi en Tchécoslovaquie, mais après l’invasion du pays par les forces militaires soviétiques le 21 août, Vinos Sofka s’exila avec sa famille en Suède (où il réside toujours actuellement). Sa fuite fut facilitée par l'offre d'embauche émanant du Musée des Antiquités Nationales de Stockholm, offre qu'il accepta malgré d'autres propositions issues de pays étrangers, dont il avait rencontré les professionnels de musées lors de son itinérance en 1963. 
Vinos Sofka dirigea plusieurs départements du musée entre 1971 et 1981 et appuya le développement dans l’institution d’activités concernant la muséologie, à travers différents projets et programmes. Une section dédiée à cette discipline fut même créée en 1981 au sein du département « Coordination et développement du musée ». En 1976, Vinos Sofka fut invité à écrire un article sur la muséologie dans une perspective internationale pour un manuel pratique, Les techniques du musée (Museiteknik), destiné à être publié en parallèle à un cours de l’université d’Uppsala (Suède). En 1991, en signe de reconnaissance pour sa contribution au développement de la muséologie internationale, et au nom de la Suède et de la collaboration culturelle entre les peuples, Vinos Sofka reçut le titre de Docteur Honoris Causa en philosophie et pour les arts libéraux dans cette même université.  

### Collaboration aux organisations internationales
Il fonda avec d'autres muséologues l’ICOFOM de l'ICOM, le Conseil International des Musées) en 1977. L'année suivante, Jan Jelinek lui proposa d’en devenir le secrétaire, mais à cause de conditions politiques défavorables, c’est finalement le Professeur Klausewitz qui eut le poste. Très impliqué malgré tout dans les activités de l’ICOFOM, Vinos Sofka fut l’éditeur des revues du Comité à partir de 1979, en devint membre exécutif en 1980 et finalement Président en 1982 succédant ainsi à Jan Jelinek. C'est Peter Van Mensch qui prit sa suite en 1989. Depuis 1995, Vinos Sofka est consultant permanent de l’ICOFOM. Il en est actuellement le Président honoraire.
Il devint membre de l’ICOM en 1978, en tant que citoyen suédois. Entre 1989 et 1992, Vinos Sofka fut membre exécutif de l’ICOM, avant d’en devenir le vice-président en 1992, jusqu’en 1995. En 2007, il devint membre émérite du Conseil pour services rendus à la muséologie dans le monde. En 1990, il participa au projet d’aide déployé par l’ICOM envers le Comité national tchécoslovaque et devint conseiller du Ministère de la Culture tchèque pour les questions muséales et patrimoniales, pour lesquelles il était en contact étroit avec les musées tchèques.  
En 1987, Vinos Sofka fut nommé Président de l'École internationale d'été de muséologie (programme de participation de l’UNESCO, abréviation ISSOM) établie à l’Université Masaryk à Brno. C'est dans ce même établissement que fut créée la première Chaire de Muséologie et du Patrimoine Mondial de l’UNESCO, que Vinos Sofka dirigea entre 2001 et 2004. 

## Projets et recherches

### Conception muséologique
À la suite de Zbynek Stransky, Vinos Sofka considérait la muséologie comme une science étudiant la relation particulière de l’homme à la réalité, s’exprimant par le fait de collecter, préserver, et documenter cette réalité ou des fragments de celle-ci, et de diffuser les connaissances à leur propos, et les résultats de cette science auprès de la communauté. Pour lui, la muséologie est une discipline académique autonome, possédant ses propres terminologie, méthode et systèmes, et dont le musée constitue le lieu de prédilection. Dans le but d’étudier la relation de cette science avec les autres, Vinos Sofka souhaitait en accroître l’intérêt auprès d’autres spécialistes afin de permettre leur collaboration au sein de projets transdisciplinaires.  
De la même manière, il a souhaité convaincre les autres comités internationaux de l’ICOM de collaborer avec l’ICOFOM pour que ces échanges bénéficient non seulement à la muséologie, mais aussi à la théorie et à la pratique des autres disciplines. Néanmoins, il considérait que les programmes de recherche en muséologie relevaient de la responsabilité de l’ICOFOM, qui lui apparaissait  comme le seul organisme capable de rassembler les spécialistes de la discipline.

### Politique éditoriale
Impliqué dans la rédaction des deux premières revues de l’ICOFOM, DoTraM (Documents de Travail sur la Muséologie) et MuWoP (Museological Working Papers, version anglophone de DoTraM), puis dans les 18 premiers numéros des ISS (ICOFOM Study Series, actuelle publication officielle du Comité), Vinos Sofka a mis en place une politique de travail très dynamique et exigeante, mais large d’esprit et ouverte à tous. En effet, toutes les contributions sans restrictions étaient acceptées, afin de procéder à un relevé systématique des positions défendues dans les diverses régions du monde par les théoriciens du musée. Les textes devaient être remis bien avant les colloques, pour que les participants puissent en prendre connaissance et que de premières synthèses puissent en être établies. Lors des rencontres, les débats devaient porter sur ces synthèses. L’objectif de Vinos Sofka était de permettre la plus vaste participation internationale possible afin que se confrontent tous les points de vue, permettant ainsi une réelle discussion sur le thème et par là-même, l’avancée de la connaissance dans ce domaine. 
« Plus l’on rassemblera les idées sur le thème, meilleur sera le résultat du colloque. Une fois publiées, elles constitueront une banque d’informations muséologiques accessibles à toute personne de la profession muséale »
Vinos Sofka considérait que le rôle de l’ICOFOM (par le biais de ses colloques et de ses publications) n’était pas de résoudre les questions muséologiques, mais de les mettre en lumière, de les étudier et de faire progresser leur analyse, en faisant progresser la muséologie comme une discipline académique à part entière.

### Ouverture internationale
Lors de la Conférence de l’ICOM à La Haye, en 1989, Vinos Sofka et Peter Van Mensch suggérèrent la création d’un groupe ICOFOM Amérique latine, dans la continuité du programme triennal (1989-1992) de politique de décentralisation et de régionalisation. Cet organisme devait promouvoir et documenter la recherche en muséologie théorique en Amérique latine et dans les Caraïbes, notamment grâce à des publications dans les principales langues locales : portugais, espagnol et anglais.

### De l'oppression à la démocratie
Vinos Sofka est aussi l’auteur du projet « De l’oppression à la démocratie », qu’il présenta à la Conférence générale de l’UNESCO à Paris en 1995, avec le soutien de la République Tchèque, et qui fut approuvé sous l’appellation « Patrimoine, musée et muséologie pour la transition sociale, culturelle et environnementale ». Ce programme devait aider les pays anciennement totalitaires à s’ouvrir à la démocratie, par la redécouverte, la compréhension, la transmission et la discussion de leur passé, de leur culture et de leurs valeurs avec d’autres pays démocratiques. Pour Vinos Sofka, la mémoire des passés totalitaires devait être conservée, tout comme le patrimoine immatériel qu’ils avaient pu générer, car, malgré l’inévitable tentative d’oubli qu’ils généraient, ils constituaient désormais l’Histoire. Ces deux aspects devaient être documentés afin d’offrir une pédagogie la plus complète possible aux communautés. En effet, c’est en étudiant ce passé totalitaire que les peuples concernés pourraient avancer dans la voie démocratique. La conservation par les musées de ces périodes antérieures, honteuses pour beaucoup, constituait également l’un des moyens de ne plus y revenir, ainsi que Vinos Sofka le déclarait lui-même :  
« … I drew the attention of the professionals in heritage care to the fact that the recent totalitarian regimes are now suddenly history, the past to be saved, documented, analysed and used in a creative way :
to help the populations of post-totalitarian societies to get rid of the trauma of past life and to find the way to democracy, human rights and peace ;
to warn future generations of the permanent danger of a return of totalitarian systems. »
Cette initiative supposait la collaboration entre les peuples et les institutions (y compris les universités) concernées par le patrimoine culturel et naturel, dans l’objectif de communiquer le savoir au public, sur des supports et des modalités choisis par ce dernier. En 1999-2000, lors de la rencontre annuelle de l’ICOM à Brno, le programme changea de titre et prit son nom actuel, devenant ainsi un mouvement international dévolu à la transition démocratique dans le monde. En 2002, il devint l’un des projets prioritaires de l’ICOM. Vinos Sofka a de cette manière permis la reconnaissance du patrimoine et de la culture comme des composantes pertinentes des changements politiques, économiques et sociaux.